# Morcela

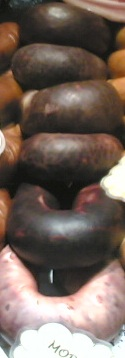
Morcelas empilhadas

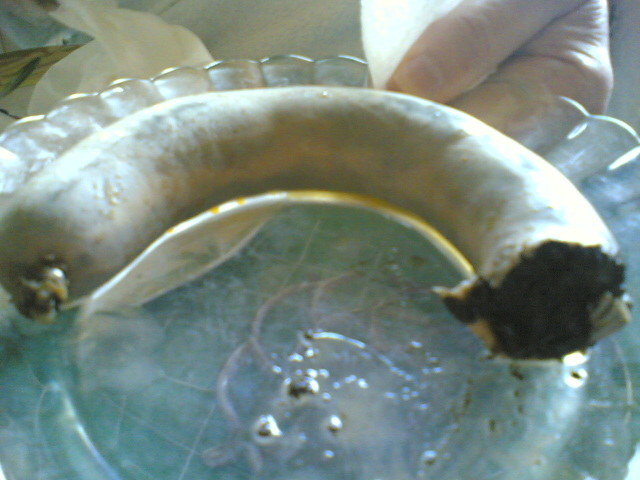
Um chouriço de sangue, já cozido

A morcela ou chouriço de sangue, em Portugal, chamada no Brasil de chouriço ou morcilha, é um enchido (no Brasil um embutido) que leva na sua composição o sangue fresco do animal usado para sua confecção; pode, ou não, levar gordura do animal, além de vários temperos. É um enchido (ou embutido) sem carne, recheado principalmente com sangue e gordura de porco e farinha ou arroz, e tem por isso (pela presença do sangue) uma cor escura característica.
Em Portugal é um prato típico, sendo possível encontrá-lo em diversas regiões com subtipos locais. A morcela confeccionada na região da Guarda é reconhecida como tendo grande qualidade, assim como as dos Açores e de Portalegre. Inclui pedaços de carne entremeada, ligados com sangue de porco, que lhe conferem uma cor escura. É temperada com diversas especiarias, contando-se entre elas os cominhos e o cravinho, que emprestam uma grande intensidade ao seu sabor. Pode ser servida assada, cozida ou fria. É frequentemente utilizada como complemento ao cozido à portuguesa, às favas com chouriço e à feijoada. 
Podem ainda distinguir-se alguns subtipos de morcelas, tais como a morcela achouriçada (com vísceras de porco e toucinho), a morcela de arroz (com arroz cozido), a morcela doce (temperada com pimentão) e a morcela de farinha (ligada com farinhas diversas).
A etimologia de morcela é de origem incerta, possivelmente duma voz Pré-romana relacionada com morcão.
No Brasil é também conhecida como chouriço e é feita com sangue de porco coagulado. Por influência da popularidade de restaurantes argentinos e uruguaios a morcela também é identificada pelo nome castelhano morcilla.
Existe uma variedade, típica do Alentejo (Portugal), que leva apenas o sangue e gordura de porco com vários temperos, colocados numa tripa grossa e que, em vez de ser defumado, é escaldado, ficando a tripa com um aspecto esbranquiçado, como se vê na figura ao lado.
O chouriço mouro é também um chouriço de sangue, mas defumado, ficando o produto final com uma cor quase preta.
Por vezes, são usados como complemento do cozido à portuguesa ou de outras receitas típicas portuguesas, como as tripas à moda do Porto.

## Galeria de fotos

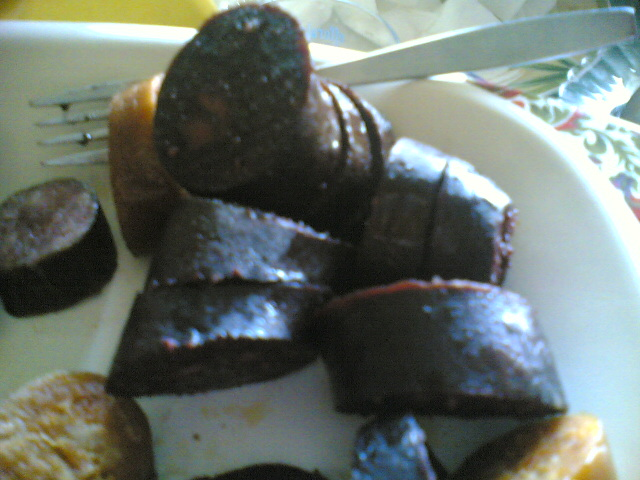
Rodelas de morcela portuguesa cozida
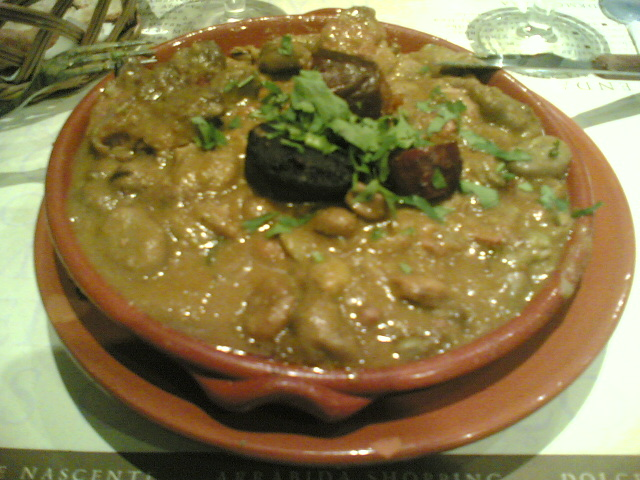
Morcela acompanhando favas com chouriço
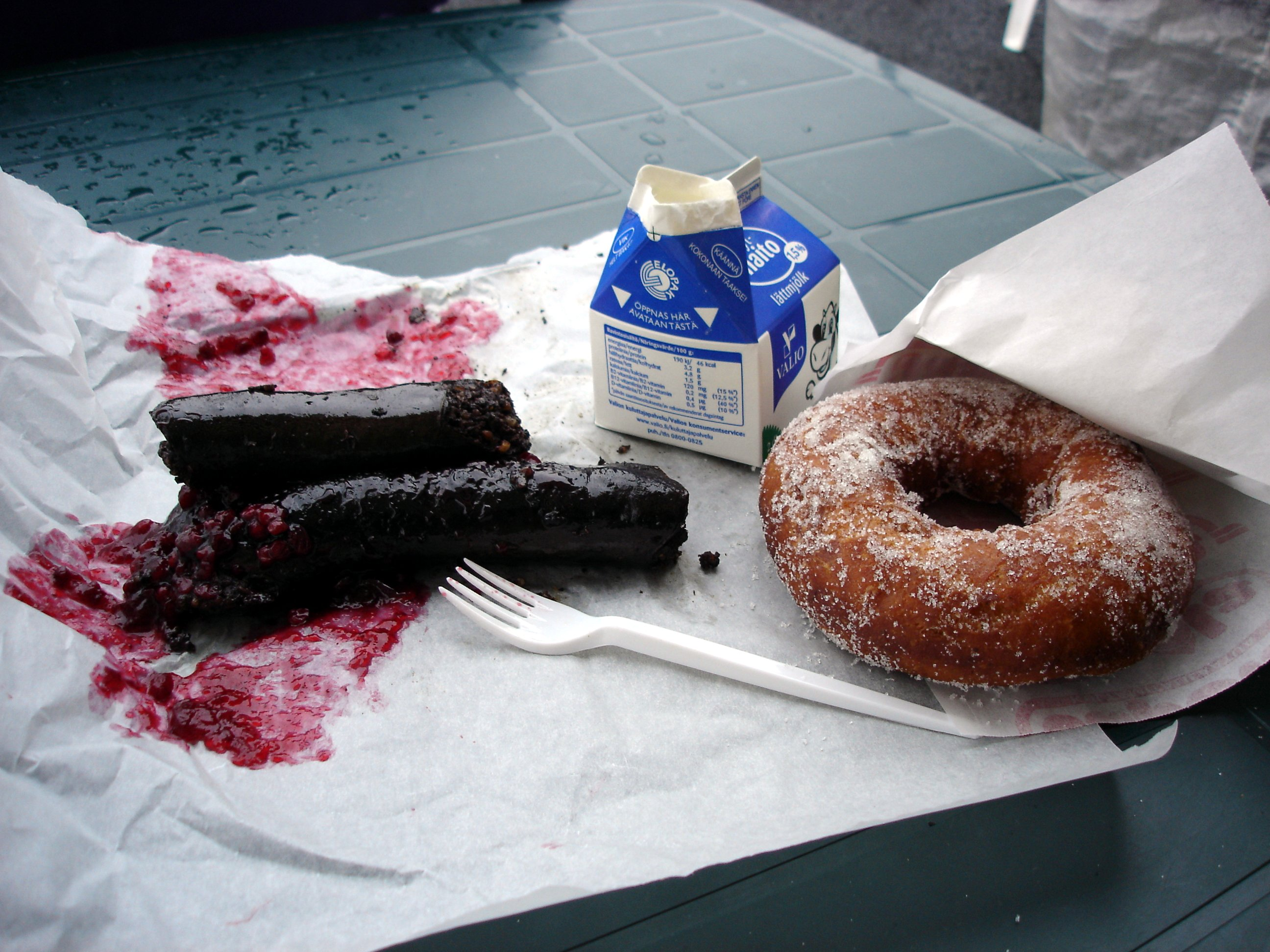
Morcela da Finlândia com doce, leite e uma rosquinha
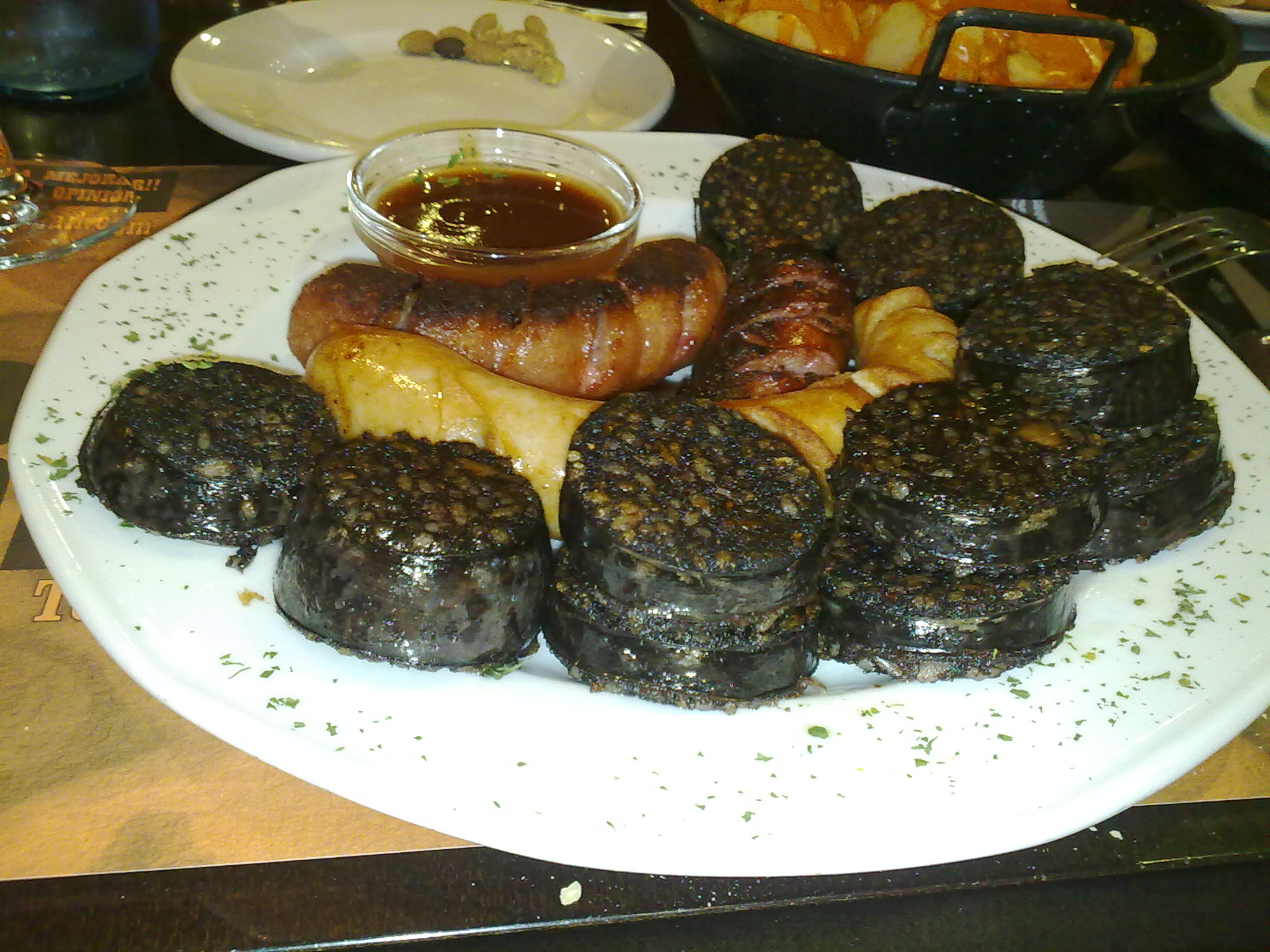
Morcela espanhola
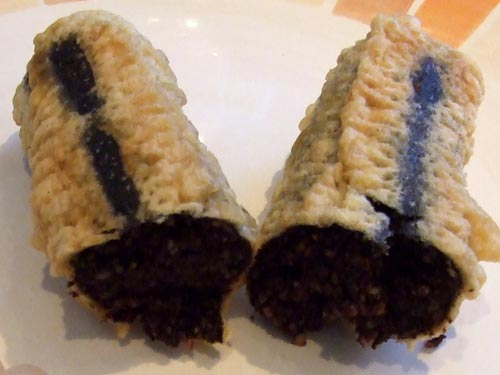
Morcela escocesa frita com polme
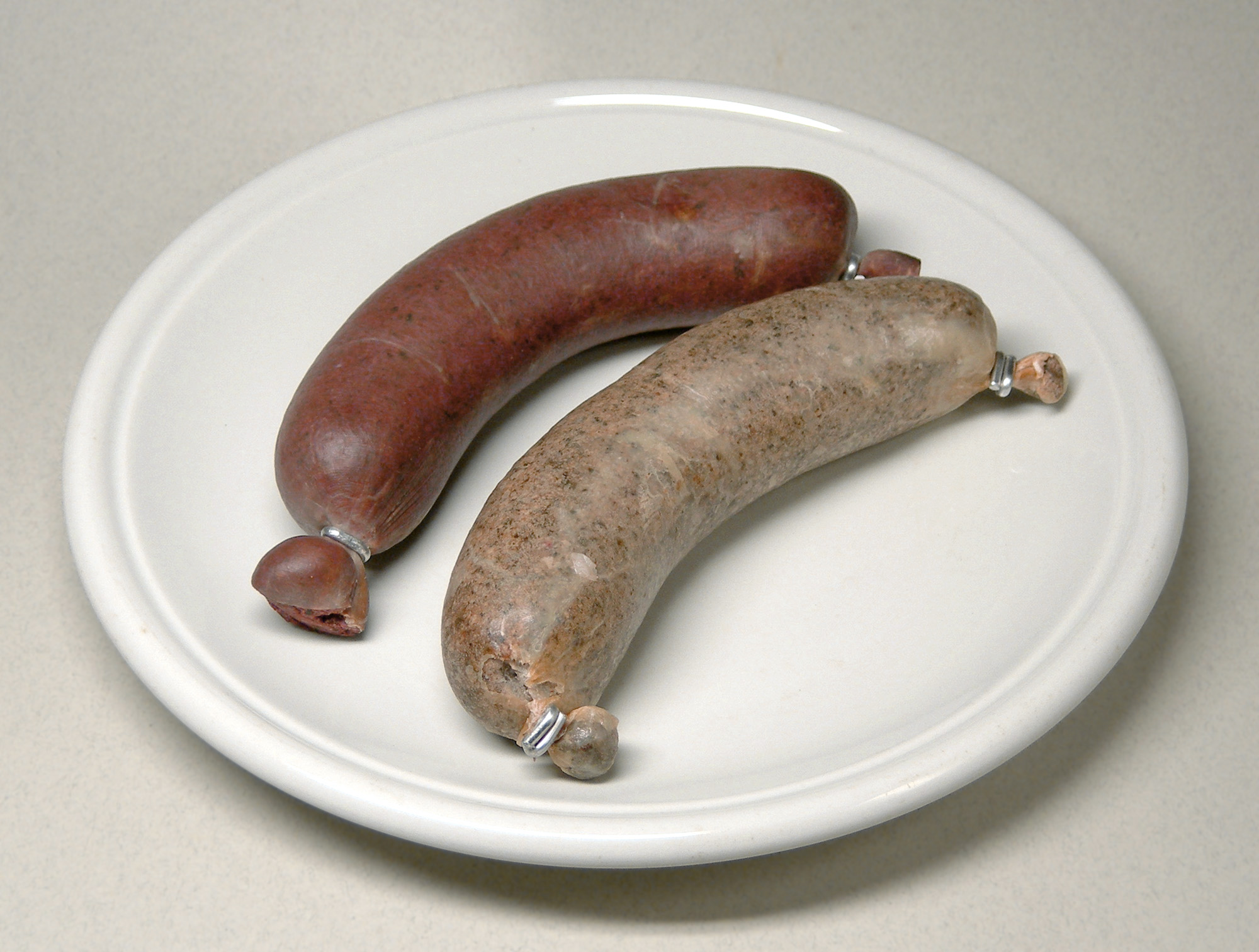
Morcela alemã, Blutwurst
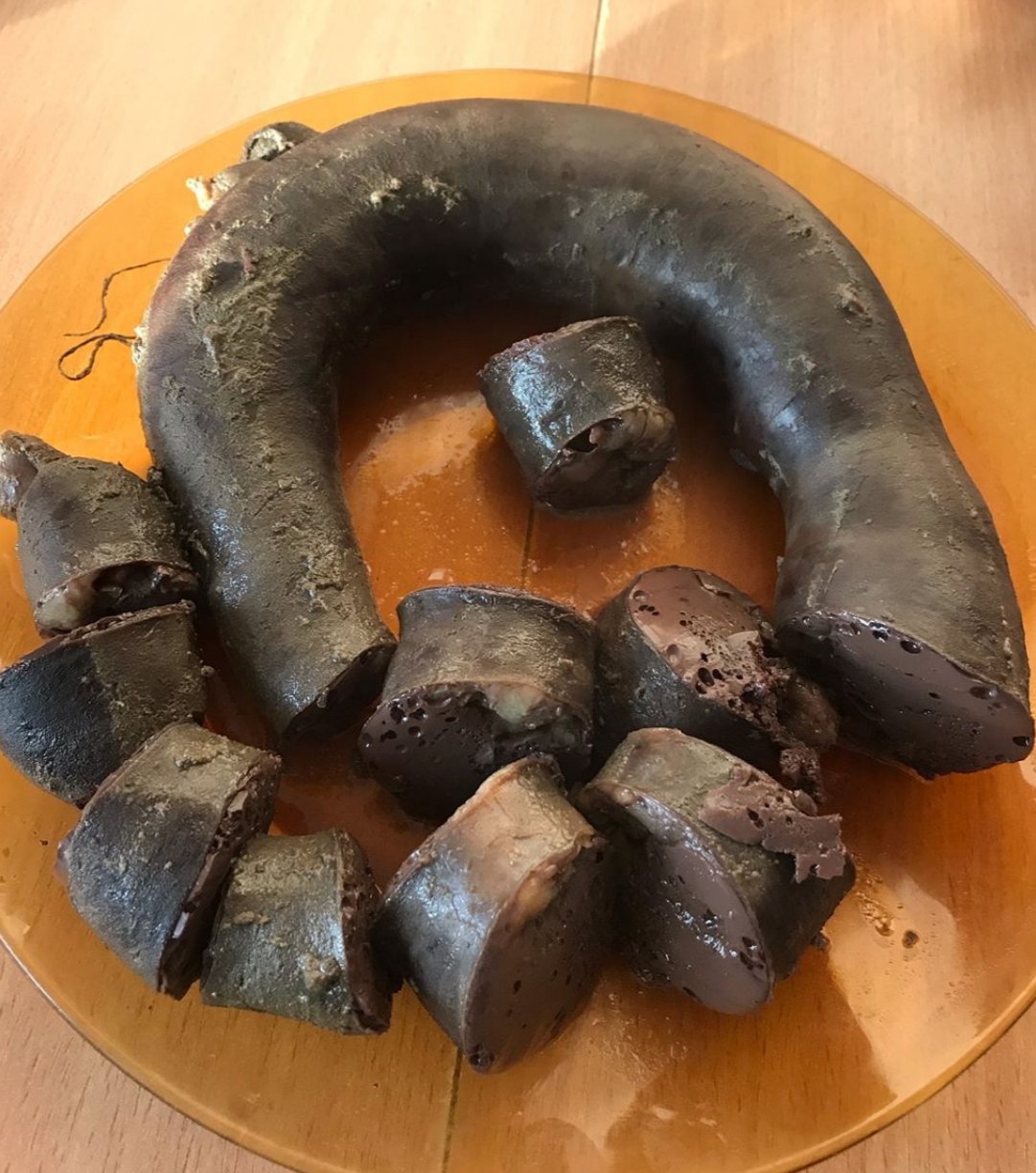
Morcela russa